# Torres de Bolonya

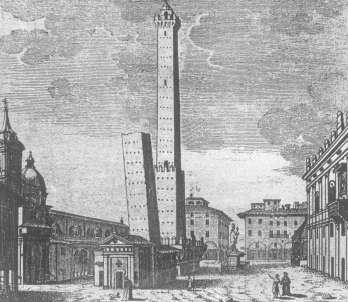
Les Dues Torres el 1767

Les torres de Bolonya són edificis d'època medieval a la ciutat italiana de Bolonya. Les raons perquè les van construir entre els segles xii i xiii no són encara clares; una hipòtesi és que les famílies més acabalades les empraren com a símbol de poder, o amb propòsits ofensius o defensius durant la lluita de les Investidures que enfrontà les famílies adeptes a l'emperador o al papa.

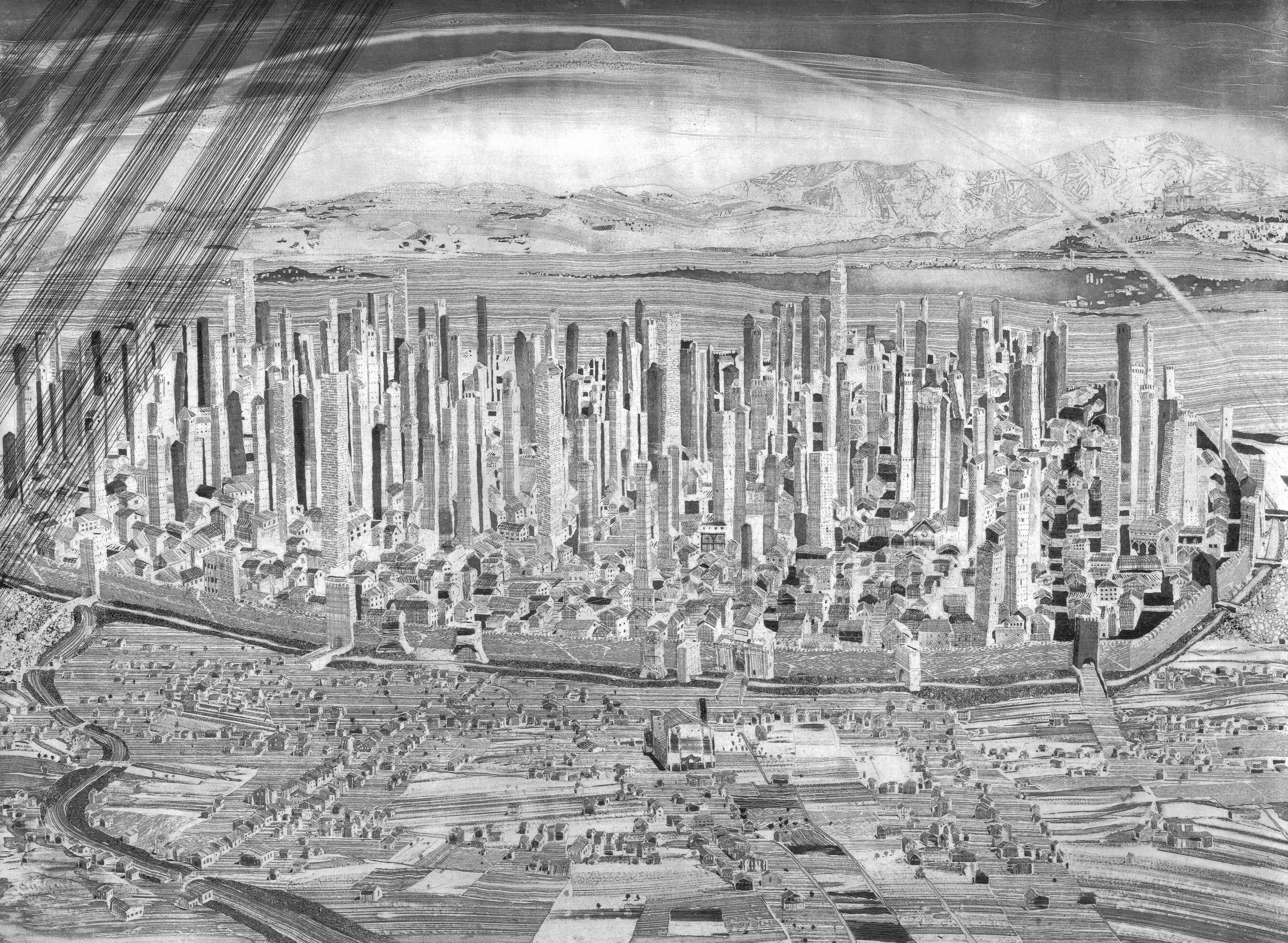
Panorama de Bolonya al (Toni Pecoraro, 2012).

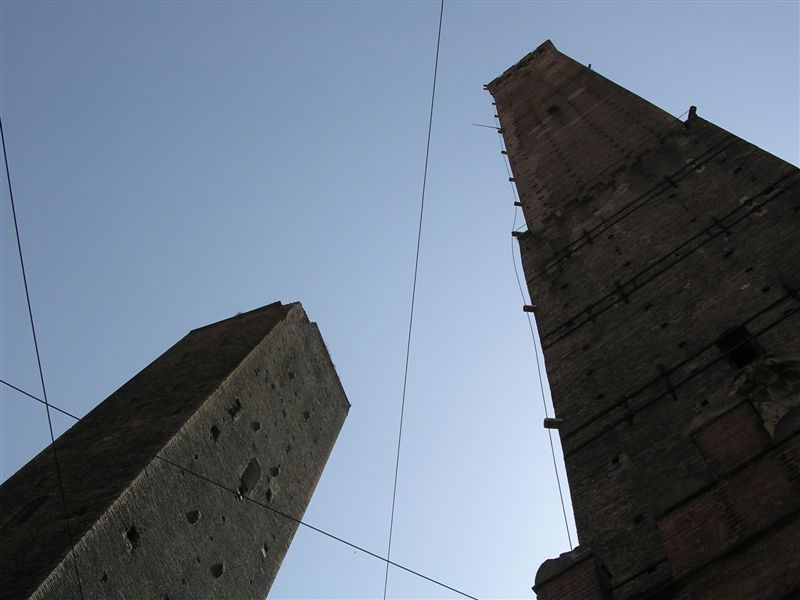
Les Dues Torres

Moltes torres foren desnonades o caigueren durant el segle xiii. D'altres han estat reutilitzades com a presó, botigues o edificis residencials. La darrera demolició fou al segle xx, d'acord amb un ambiciós pla de reordenació urbanística. L'any 1917, hom destruí les torres Artenisi i Riccadonna al Mercato di mezzo. Així, han restat menys de 20 torres dempeus: la torre Azzoguidi, també anomenada Altabella (61 m); la torre Prendiparte o Coronata (60 m), la torre Scappi (39 m), la torre Uguzzoni (32 m), la torre Guidozagni, la torre Galluzzi i les famoses Dues Torres: la torre Asinelli (97 m) i la torre Garisenda (48 m).

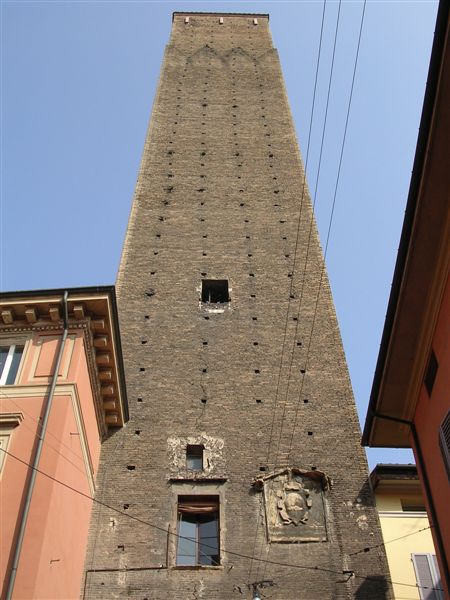
La torre Prendiparte

A més de les torres, encara romanen dempeus alguns arcs fortificats (els torresotti), que corresponen a les portes de la muralla de la ciutat al segle xii (Mura dei torresotti o Cerchia dei Mille), la qual ja ha desaparegut quasi per complet.

## Construcció de les torres

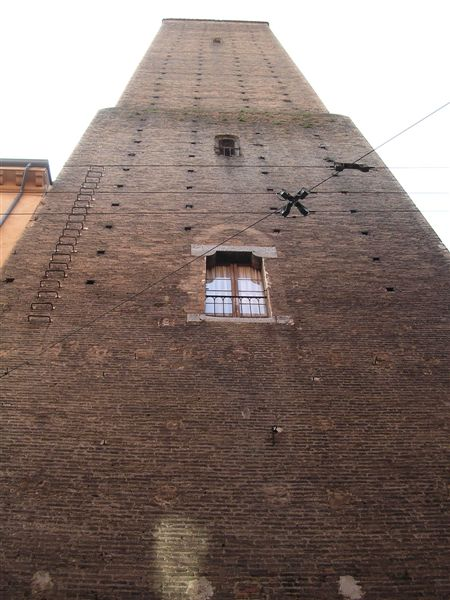
La torre Azzoguidi

La construcció de les torres fou molt onerosa, tot i l'ús de serfs. Per a construir una torre típica de 60 metres calien entre 3 i 10 anys de treball.
Cada torre tenia una base quadrada amb fonaments entre 5 i 10 m de fondària, reforçats per troncs clavats a terra i coberts per còdols i calç. La base de les torres és feta de grans blocs de pedra selenita. La resta de murs esdevenien més fins i lleugers a mesura que l'estructura s'alçava, construïts mitjançant la maçoneria a sacco: amb un mur interior fi i un mur exterior ben gruixut, en què el buit era omplert amb pedres i morter.
Normalment, es deixaven alguns forats al mur exterior, així com buits més grans en la selenita per tal de suportar bastides i permetre futures cobertures i construccions de fusta.

## Nombre de torres

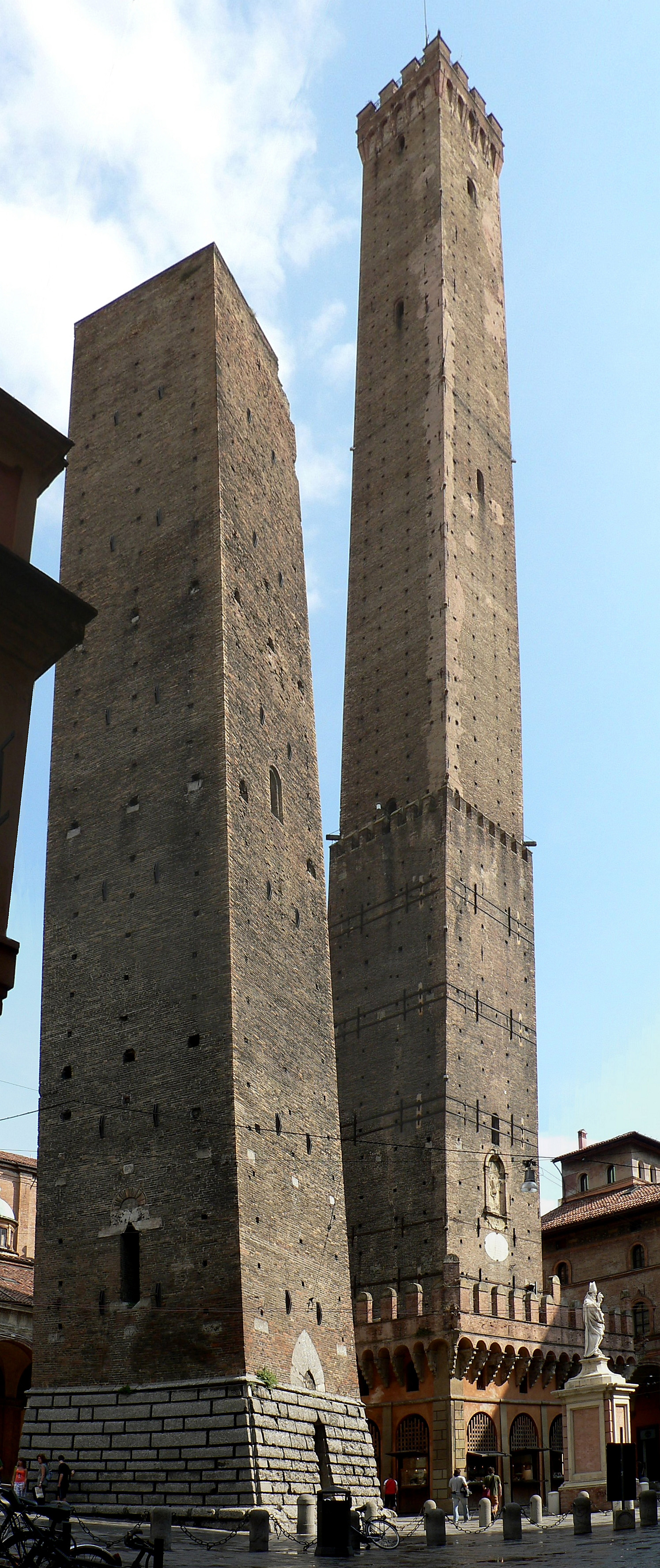
Les Dues Torres

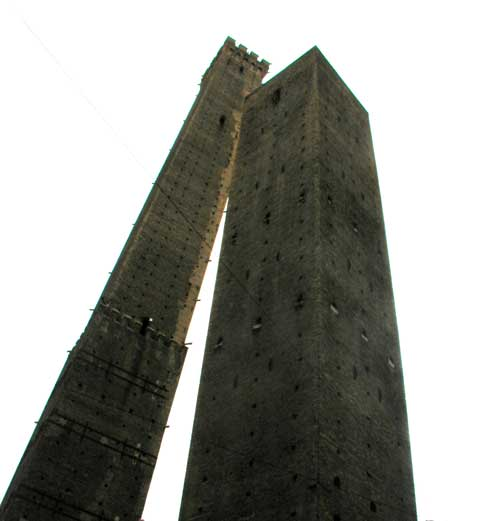
Les Dues Torres

Tot i que se sap que a l'edat mitjana hi havia moltes torres a Bolonya, la xifra exacta és encara motiu de debat. El primer que hi va treballar va ser el comte Giovanni Gozzadini, senador del Regne d'Itàlia del segle xix, que va estudiar la història de la ciutat per augmentar el prestigi de Bolonya en el context de la nova Itàlia unida. Gozzadini va basar les seues anàlisis en arxius locals sobre els immobles, provant d'arribar a una xifra comprovable de torres segons els canvis de propietat documentats, i arribà a comptar-ne fins a 180.

## Les Dues Torres

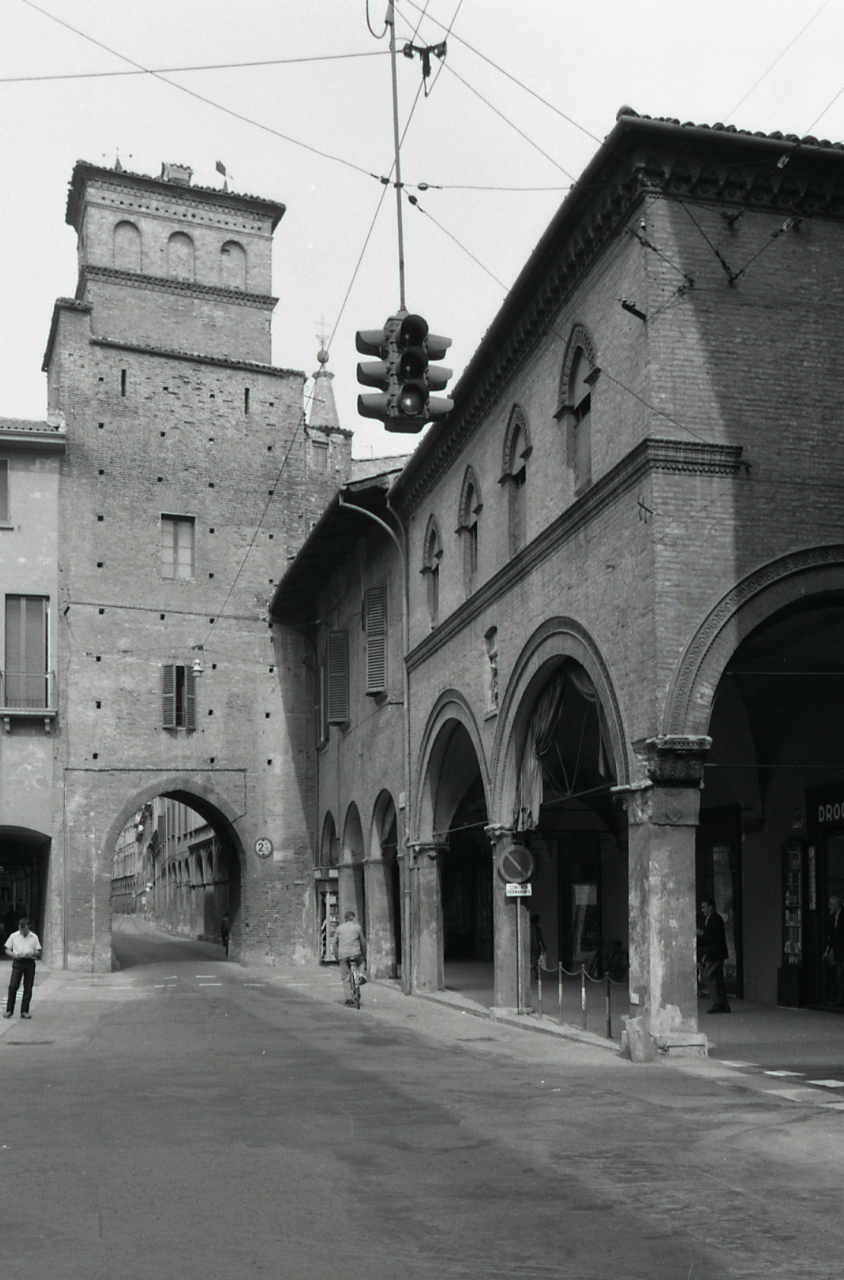
L'arc de San Vitale (restes dels murs dels torresotti del)

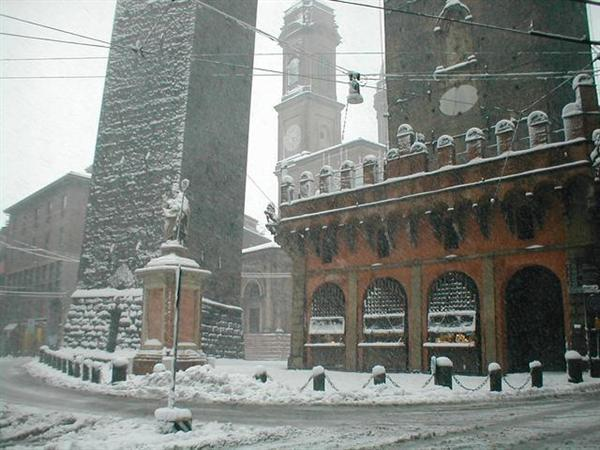
Les torres i l'estàtua de Sant Petroni cobertes de neu

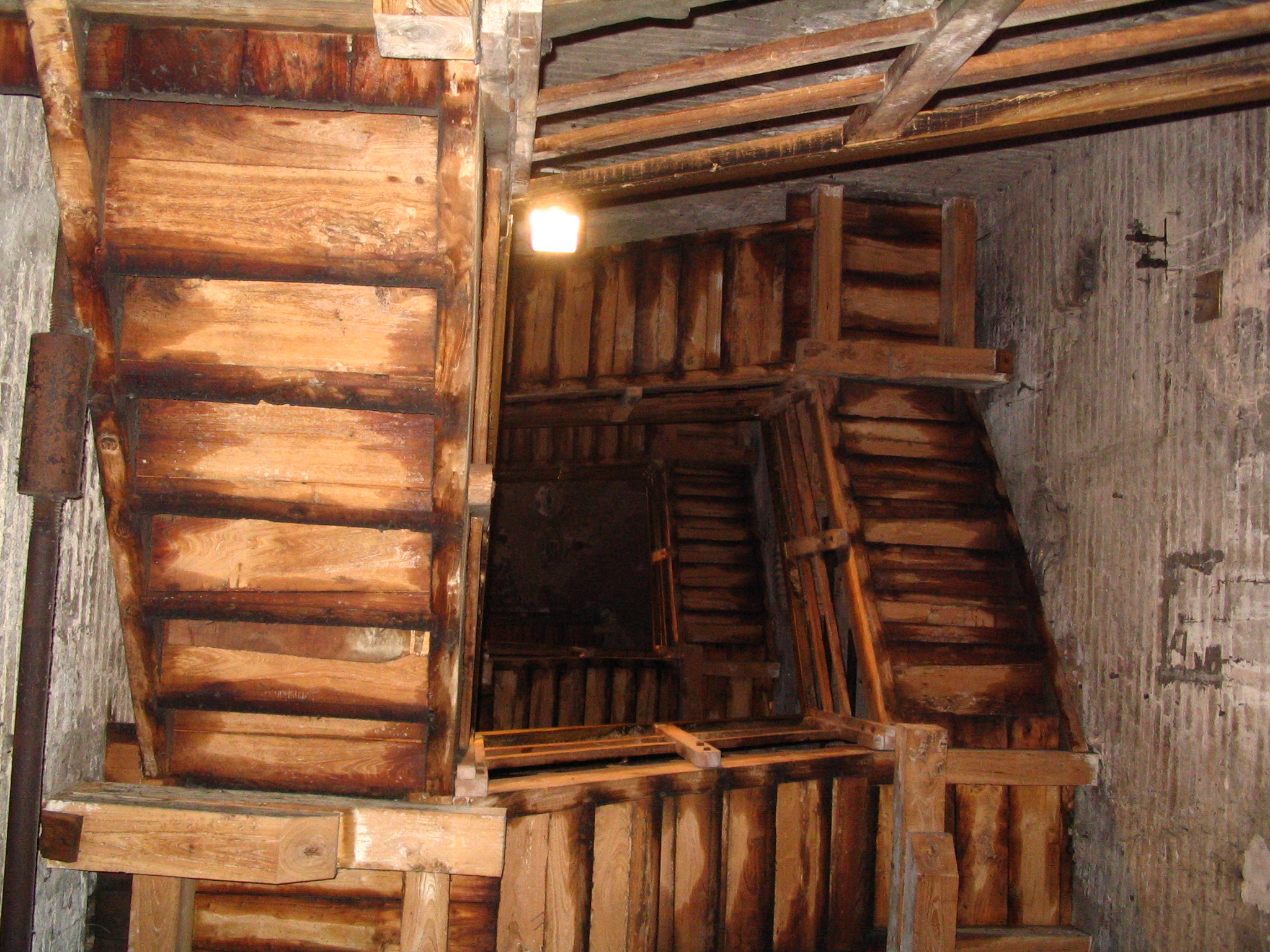
Les escales de la torre Asinelli

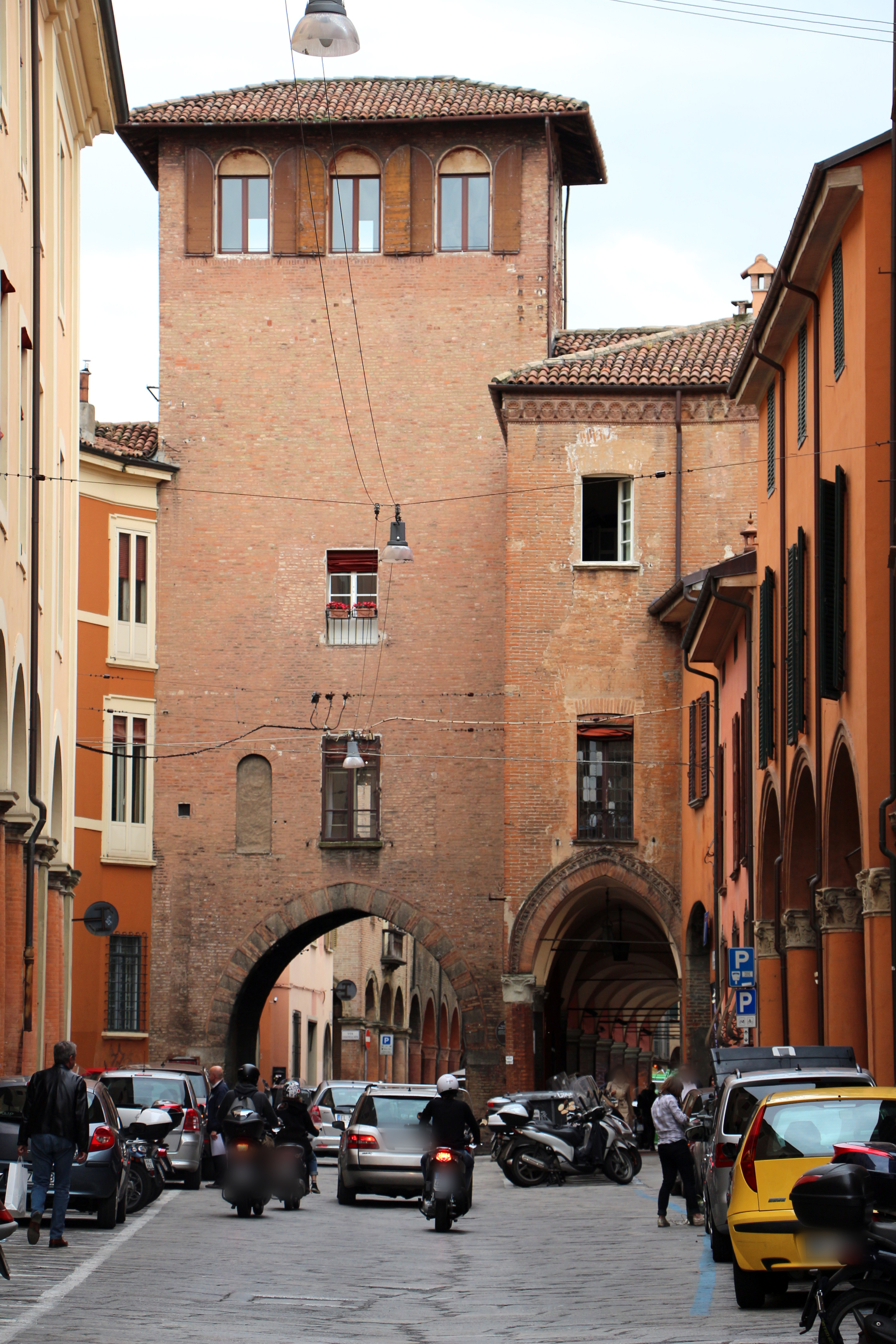
L'arc del Castiglione

Les Dues Torres (le Due Torri en italià), inclinades, són el símbol de Bolonya. Emplaçades a la cruïlla de camins que duen a les cinc portes de l'antiga muralla (mura dei torresotti), la torre més alta és l'Asinelli, i la més baixa (i més inclinada), la Garisenda. Els seus noms venen de les famílies que, suposadament, les feren construir entre el 1109 i el 1119. Però la minsa documentació d'aquest període fa que l'asserció siga incerta. El nom de la família Asinelli, per exemple, apareix esmentat per primer cop el 1185, quasi 70 anys després de la construcció de la torre que els és atribuïda.

### La torre Asinelli
Hom creu que la torre Asinelli tenia en un començament una alçària de vora 70 m, i que després seria elevada fins als actuals 97,2 m (amb una inclinació de 1º 40'). Al segle xiv, la ciutat n'esdevingué propietària i l'emprà com a presó i petita fortalesa. Durant aquest període, es construí un edifici de fusta de 30 m d'alt al voltant de la torre, connectat per un pont (incendiat el 1398) amb la torre Garisenda. Aquest afegit és atribuït a Giovanni Visconti, duc de Milà, que suposadament voldria controlar l'esvalotat Mercato di Mezzo (avui la Via Rizzoli) i evitar possibles revoltes. La casa dels Visconti era senyora de Bolonya després del declivi de la Signoria de la família Pepoli, però era força impopular.
La torre Asinelli va patir diverses esllavissades i incendis provocats per llamps, fins que al 1824 hi fou col·locat un parallamps. Ha sobreviscut, com a mínim, a dos grans incendis: el del 1185, provocat, i el del 1398, esmentat adés.
La torre Asinelli ha estat aprofitada pels científics Giovanni Battista Riccioli (el 1640) i Giovanni Battista Guglielmini (al segle següent) per a fer experiments sobre la gravetat i la rotació de la Terra. Entre el 1943 i el 1945, durant la Segona Guerra Mundial, fou una talaia des d'on quatre voluntaris dirigien les operacions de rescat arran dels bombardejos dels aliats. Més endavant, hom hi col·locà una antena de la RAI.

### La torre Garisenda
La torre Garisenda té avui en dia una alçària de 48 m, amb una inclinació de 4º 20'. Inicialment mesurava 60 m d'alt, però hagué de ser rebaixada al segle xiv per un esllavissament de terra que la inclinà perillosament. Al començament del segle xv, la torre va ser comprada per l'Arte dei Drappieri, fins que esdevingué propietat municipal al final del segle xix.
La torre Garisenda ha estat citada en diverses ocasions per Dante Alighieri en La divina comèdia i en les Rimes, cosa que confirma la seua estada a Bolonya. Així mateix, les Dues Torres han estat també protagonistes d'un poema de Giosuè Carducci en les Odes bàrbares.

## Llista de les torres i arcs encara dempeus

### Torres
- Torre Accursi (o Torre dell'Orologio) - Piazza Maggiore
  - Torre Agresti - Piazza Galileo
  - Torre Alberici - Via Santo Stefano - Piazza della Mercanzia
  - Torre Arengo (Torre dell'Arengo) - Piazza Maggiore
  - Torre Asinelli (Torre degli Asinelli) - Piazza Ravegnana, 82
  - Torre Azzoguidi (o Torre Altabella) - Via Altabella, 7
  - Torre Bertolotti-Clarissimi - Via Farini, 11
  - Torre Carrari - Via Marchesana
  - Torre Catalani - Vicolo Spirito Santo
  - Torre Conoscenti - Via Manzoni, 6 (pati del Museo Civico Medioevale)
  - Torre Galluzzi - Corte Galluzzi
  - Torre Garisenda - Piazza Ravegnana
  - Torre Ghisilieri - Via Nazario Sauro
  - Torre Guidozagni - Via Albiroli, 1-3
  - Torre Lambertini - Piazza Re Enzo
  - Torre Lapi - Via IV Novembre
  - Torre Oseletti - Strada Maggiore, 34-36
  - Torre Prendiparte (o Torre Coronata) - Via Sant'Alò, 7
  - Torre Scappi - Via Indipendenza, 1
  - Torre Toschi - Piazza Minghetti, darrere la Casa Policardi

Torre Uguzzoni - Vicolo Mandria, 1

### Arcs
- Arc dels Castiglione (Torresotto di Castiglione) - Via Castiglione, 47
  - Arc dels Piella (Torresotto dei Piella, o Porta Govese o del Mercato) - Via Piella - Via Bertiera
  - Arc de la Porta Nuova (Torresotto di Porta Nuova o del Pratello) - Via Porta Nuova - Via M. Finzi
  - Arc de San Vitale (Torresotto di San Vitale) - Via San Vitale, 56